# Lista över fornlämningar i Töreboda kommun
Lista över fornlämningar i Töreboda kommun är en förteckning av ett urval av de fornlämningar som finns i Töreboda kommun.

## Bäck
| Namn                | Lämningstyp  | Tillkomsttid | Historisk indelning | Plats                                                           | Läge                 | ID-nr          | Bild                                 |
| ------------------- | ------------ | ------------ | ------------------- | --------------------------------------------------------------- | -------------------- | -------------- | ------------------------------------ |
| Ymseborg (Bäck 1:1) | Borg         |              | Bäck, Västergötland | medelsvår tillgänglighet, röjda stigar, brant upp på borgberget | 58.693171, 13.977072 | 10186800010001 | [[Fil:\|100x200px\|centrerad]]       |
| Bäck 5:1            | Stensättning |              | Bäck, Västergötland | beteshage                                                       | 58.709910, 14.033266 | 10186800050001 | Ladda upp en bild av detta fornminne |
| Bäck 5:2            | Stensättning |              | Bäck, Västergötland | beteshage                                                       | 58.709787, 14.033241 | 10186800050002 | Ladda upp en bild av detta fornminne |
| Bäck 5:3            | Stensättning |              | Bäck, Västergötland | beteshage                                                       | 58.709685, 14.033207 | 10186800050003 | Ladda upp en bild av detta fornminne |
| Bäck 5:4            | Stensättning |              | Bäck, Västergötland | beteshage                                                       | 58.709573, 14.033184 | 10186800050004 | Ladda upp en bild av detta fornminne |
| Bäck 7:1            | Stensättning |              | Bäck, Västergötland |                                                                 | 58.710801, 14.054748 | 10186800070001 | Ladda upp en bild av detta fornminne |
| Bäck 7:2            | Stensättning |              | Bäck, Västergötland |                                                                 | 58.710688, 14.054697 | 10186800070002 | Ladda upp en bild av detta fornminne |
| Bäck 10:1           | Gravfält     |              | Bäck, Västergötland |                                                                 | 58.689612, 14.012040 | 10186800100001 | Ladda upp en bild av detta fornminne |
| Bäck 17:1           | Stensättning |              | Bäck, Västergötland |                                                                 | 58.693219, 14.030059 | 10186800170001 | Ladda upp en bild av detta fornminne |
| Bäck 18:1           | Stenkrets    |              | Bäck, Västergötland | beteshage                                                       | 58.693456, 14.032073 | 10186800180001 | Ladda upp en bild av detta fornminne |
| Bäck 18:2           | Stensättning |              | Bäck, Västergötland | beteshage                                                       | 58.693456, 14.032073 | 10186800180002 | Ladda upp en bild av detta fornminne |

## Bällefors
| Namn           | Lämningstyp      | Tillkomsttid | Historisk indelning      | Plats          | Läge                 | ID-nr          | Bild                                 |
| -------------- | ---------------- | ------------ | ------------------------ | -------------- | -------------------- | -------------- | ------------------------------------ |
| Bällefors 3:1  | Runristning      |              | Bällefors, Västergötland | ute i åkermark | 58.579750, 14.081646 | 10186900030001 | [[Fil:\|100x200px\|centrerad]]       |
| Bällefors 7:1  | Stenkrets        |              | Bällefors, Västergötland |                | 58.571223, 14.107805 | 10186900070001 | Ladda upp en bild av detta fornminne |
| Bällefors 8:2  | Begravningsplats |              | Bällefors, Västergötland | mycket sly     | 58.573405, 14.094422 | 10186900080002 | [[Fil:\|100x200px\|centrerad]]       |
| Bällefors 22:1 | Stenkrets        |              | Bällefors, Västergötland | nära uthus     | 58.572701, 14.127252 | 10186900220001 | [[Fil:\|100x200px\|centrerad]]       |

## Fredsberg
| Namn           | Lämningstyp  | Tillkomsttid | Historisk indelning      | Plats                                 | Läge                 | ID-nr          | Bild                                 |
| -------------- | ------------ | ------------ | ------------------------ | ------------------------------------- | -------------------- | -------------- | ------------------------------------ |
| Fredsberg 14:1 | Minnesmärke  |              | Fredsberg, Västergötland | lätt tillgänglighet, intill väg       | 58.746073, 14.108569 | 10189500140001 | [[Fil:\|100x200px\|centrerad]]       |
| Fredsberg 15:1 | Röse         |              | Fredsberg, Västergötland | åkerholme                             | 58.729118, 14.082289 | 10189500150001 | [[Fil:\|100x200px\|centrerad]]       |
| Fredsberg 15:2 | Stensättning |              | Fredsberg, Västergötland | åkerholme                             | 58.729035, 14.082443 | 10189500150002 | Ladda upp en bild av detta fornminne |
| Fredsberg 22:1 | Gravfält     |              | Fredsberg, Västergötland |                                       | 58.739374, 14.128156 | 10189500220001 | Ladda upp en bild av detta fornminne |
| Fredsberg 56:1 | Stensättning |              | Fredsberg, Västergötland | hällmarkstallskog                     | 58.769765, 14.053711 | 10189500560001 | Ladda upp en bild av detta fornminne |
| Fredsberg 65:1 | Stensättning |              | Fredsberg, Västergötland | intill körväg och i kraftledningsgata | 58.759233, 14.051764 | 10189500650001 | [[Fil:\|100x200px\|centrerad]]       |
| Fredsberg 65:2 | Stensättning |              | Fredsberg, Västergötland | intill körväg och i kraftledningsgata | 58.759373, 14.051754 | 10189500650002 | Ladda upp en bild av detta fornminne |
| Fredsberg 66:1 | Stensättning |              | Fredsberg, Västergötland | beteshage                             | 58.732031, 14.063319 | 10189500660001 | Ladda upp en bild av detta fornminne |

## Fägre
| Namn                     | Lämningstyp                 | Tillkomsttid | Historisk indelning  | Plats                        | Läge                 | ID-nr          | Bild                                 |
| ------------------------ | --------------------------- | ------------ | -------------------- | ---------------------------- | -------------------- | -------------- | ------------------------------------ |
| Fägre 1:1                | Stenkrets                   |              | Fägre, Västergötland | tomtmark                     | 58.624461, 14.076905 | 10190500010001 | Ladda upp en bild av detta fornminne |
| Fägre 1:2                | Stensättning                |              | Fägre, Västergötland | tomtmark                     | 58.624343, 14.076940 | 10190500010002 | Ladda upp en bild av detta fornminne |
| Tingsbacken (Fägre 2:1)  | Stenkrets                   |              | Fägre, Västergötland |                              | 58.628832, 14.055698 | 10190500020001 | Ladda upp en bild av detta fornminne |
| Tingsbacken (Fägre 2:2)  | Stenkrets                   |              | Fägre, Västergötland |                              | 58.628542, 14.055537 | 10190500020002 | Ladda upp en bild av detta fornminne |
| Tingsbacken (Fägre 2:3)  | Grav markerad av sten/block |              | Fägre, Västergötland |                              | 58.628719, 14.055622 | 10190500020003 | Ladda upp en bild av detta fornminne |
| Gunnela Hall (Fägre 6:1) | Grav markerad av sten/block |              | Fägre, Västergötland | ute på hygge                 | 58.648848, 14.116565 | 10190500060001 | [[Fil:\|100x200px\|centrerad]]       |
| Gunnela Hall (Fägre 6:2) | Grav markerad av sten/block |              | Fägre, Västergötland | ute på hygge                 | 58.648900, 14.116351 | 10190500060002 | [[Fil:\|100x200px\|centrerad]]       |
| Fägre 9:1                | Runristning                 |              | Fägre, Västergötland | snitslad stig till runstenen | 58.650958, 14.133437 | 10190500090001 | [[Fil:\|100x200px\|centrerad]]       |
| Fägre 10:1               | Stenkrets                   |              | Fägre, Västergötland |                              | 58.614828, 14.105559 | 10190500100001 | Ladda upp en bild av detta fornminne |
| Fägre 14:1               | Minnesmärke                 |              | Fägre, Västergötland | stig förbi minnesmärket      | 58.630022, 14.174102 | 10190500140001 | Ladda upp en bild av detta fornminne |
| Fägre 18:1               | Stensättning                |              | Fägre, Västergötland | tomtmark                     | 58.622684, 14.048471 | 10190500180001 | Ladda upp en bild av detta fornminne |
| Fägre 19:1               | Stensättning                |              | Fägre, Västergötland |                              | 58.622640, 14.049349 | 10190500190001 | Ladda upp en bild av detta fornminne |
| Fägre 19:2               | Grav markerad av sten/block |              | Fägre, Västergötland |                              | 58.622533, 14.049300 | 10190500190002 | Ladda upp en bild av detta fornminne |
| Fägre 19:3               | Grav markerad av sten/block |              | Fägre, Västergötland |                              | 58.622565, 14.049171 | 10190500190003 | Ladda upp en bild av detta fornminne |
| Fägre 66:2               | Stensättning                |              | Fägre, Västergötland | åkerholme                    | 58.634890, 14.044607 | 10190500660002 | Ladda upp en bild av detta fornminne |
| Fägre 67:1               | Stensättning                |              | Fägre, Västergötland | åkerholme                    | 58.637127, 14.049519 | 10190500670001 | Ladda upp en bild av detta fornminne |
| Borgåsen (Fägre 70:2)    | Stensättning                |              | Fägre, Västergötland |                              | 58.616764, 14.082295 | 10190500700002 | Ladda upp en bild av detta fornminne |
| Fägre 71:1               | Stensättning                |              | Fägre, Västergötland | beteshage                    | 58.640468, 14.052619 | 10190500710001 | Ladda upp en bild av detta fornminne |
| Fägre 72:1               | Stenkrets                   |              | Fägre, Västergötland |                              | 58.616175, 14.083746 | 10190500720001 | Ladda upp en bild av detta fornminne |
| Fägre 72:3               | Stensättning                |              | Fägre, Västergötland |                              | 58.616167, 14.083492 | 10190500720003 | Ladda upp en bild av detta fornminne |

## Halna
| Namn                            | Lämningstyp      | Tillkomsttid | Historisk indelning  | Plats                 | Läge                 | ID-nr          | Bild                                 |
| ------------------------------- | ---------------- | ------------ | -------------------- | --------------------- | -------------------- | -------------- | ------------------------------------ |
| Halna 2:1                       | Stenkrets        |              | Halna, Västergötland |                       | 58.675346, 14.244045 | 10192000020001 | [[Fil:\|100x200px\|centrerad]]       |
| Halna 2:2                       | Stenkrets        |              | Halna, Västergötland |                       | 58.675248, 14.244126 | 10192000020002 | [[Fil:\|100x200px\|centrerad]]       |
| Halna 2:3                       | Stensättning     |              | Halna, Västergötland |                       | 58.675372, 14.244261 | 10192000020003 | Ladda upp en bild av detta fornminne |
| Halna 2:4                       | Stenkrets        |              | Halna, Västergötland |                       | 58.675197, 14.244353 | 10192000020004 | Ladda upp en bild av detta fornminne |
| Halna 3:1                       | Stensättning     |              | Halna, Västergötland | beteshage             | 58.664262, 14.247113 | 10192000030001 | Ladda upp en bild av detta fornminne |
| Domarebacken (Halna 6:1)        | Stenkrets        |              | Halna, Västergötland | tomtmark              | 58.641260, 14.230233 | 10192000060001 | Ladda upp en bild av detta fornminne |
| Krön av moränhöjd. (Halna 10:1) | Begravningsplats |              | Halna, Västergötland | hästhage och tomtmark | 58.655487, 14.230786 | 10192000100001 | Ladda upp en bild av detta fornminne |
| Halna 11:1                      | Röse             |              | Halna, Västergötland |                       | 58.647154, 14.247613 | 10192000110001 | Ladda upp en bild av detta fornminne |
| Halna 12:1                      | Stenkrets        |              | Halna, Västergötland | beteshage             | 58.658107, 14.245694 | 10192000120001 | Ladda upp en bild av detta fornminne |
| Halna 23:1                      | Stensättning     |              | Halna, Västergötland |                       | 58.660711, 14.244670 | 10192000230001 | Ladda upp en bild av detta fornminne |
| Halna 23:2                      | Stensättning     |              | Halna, Västergötland |                       | 58.660468, 14.244654 | 10192000230002 | Ladda upp en bild av detta fornminne |
| Halna 24:1                      | Stensättning     |              | Halna, Västergötland | beteshage             | 58.653882, 14.251511 | 10192000240001 | [[Fil:\|100x200px\|centrerad]]       |
| Halna 25:1                      | Stensättning     |              | Halna, Västergötland | beteshage             | 58.656080, 14.251286 | 10192000250001 | Ladda upp en bild av detta fornminne |
| Halna 26:1                      | Stensättning     |              | Halna, Västergötland | beteshage             | 58.657503, 14.249764 | 10192000260001 | Ladda upp en bild av detta fornminne |

## Hjälstad
| Namn                       | Lämningstyp  | Tillkomsttid | Historisk indelning     | Plats                | Läge                 | ID-nr          | Bild                                      |
| -------------------------- | ------------ | ------------ | ----------------------- | -------------------- | -------------------- | -------------- | ----------------------------------------- |
| Hjälstad 1:1               | Stensättning |              | Hjälstad, Västergötland | skogsstig nära       | 58.613170, 13.973629 | 10192500010001 | [[Fil:\|100x200px\|centrerad]]            |
| Segerkullen (Hjälstad 6:1) | Hög          |              | Hjälstad, Västergötland | åkerholme            | 58.611414, 13.994871 | 10192500060001 | Ladda upp en bild av detta fornminne      |
| Segerkullen (Hjälstad 6:2) | Stensättning |              | Hjälstad, Västergötland | åkerholme            | 58.611587, 13.995130 | 10192500060002 | Ladda upp en bild av detta fornminne      |
| Hjälstad 10:1              | Runristning  |              | Hjälstad, Västergötland | vid norra kyrkväggen | 58.607521, 14.011374 | 10192500100001 | Ladda upp en till bild av detta fornminne |
| Hjälstad 12:1              | Stensättning |              | Hjälstad, Västergötland | tomtmark             | 58.622585, 14.048370 | 10192500120001 | Ladda upp en bild av detta fornminne      |
| Hjälstad 13:1              | Stensättning |              | Hjälstad, Västergötland | tomtmark             | 58.608629, 13.985469 | 10192500130001 | Ladda upp en bild av detta fornminne      |
| Hjälstad 14:1              | Hög          |              | Hjälstad, Västergötland | åkerholme            | 58.616356, 14.004524 | 10192500140001 | Ladda upp en bild av detta fornminne      |
| Hjälstad 16:1              | Stenkrets    |              | Hjälstad, Västergötland |                      | 58.620310, 14.044120 | 10192500160001 | Ladda upp en bild av detta fornminne      |
| Hjälstad 16:2              | Stensättning |              | Hjälstad, Västergötland |                      | 58.620138, 14.044021 | 10192500160002 | Ladda upp en bild av detta fornminne      |
| Hjälstad 16:3              | Stensättning |              | Hjälstad, Västergötland |                      | 58.619986, 14.043865 | 10192500160003 | Ladda upp en bild av detta fornminne      |
| Hjälstad 16:4              | Stensättning |              | Hjälstad, Västergötland |                      | 58.619990, 14.044068 | 10192500160004 | Ladda upp en bild av detta fornminne      |
| Hjälstad 25:1              | Stensättning |              | Hjälstad, Västergötland |                      | 58.612131, 13.973948 | 10192500250001 | Ladda upp en bild av detta fornminne      |

## Mo
| Namn               | Lämningstyp                 | Tillkomsttid | Historisk indelning | Plats                                | Läge                 | ID-nr          | Bild                                 |
| ------------------ | --------------------------- | ------------ | ------------------- | ------------------------------------ | -------------------- | -------------- | ------------------------------------ |
| Mo 1:1             | Stensättning                |              | Mo, Västergötland   | åkerholme                            | 58.612724, 14.047894 | 10199000010001 | Ladda upp en bild av detta fornminne |
| Mo 2:1             | Stensättning                |              | Mo, Västergötland   |                                      | 58.613800, 14.055999 | 10199000020001 | Ladda upp en bild av detta fornminne |
| Mo 3:1             | Gravfält                    |              | Mo, Västergötland   | lätt tillgänglighet, vid skogsbilväg | 58.603504, 14.082666 | 10199000030001 | [[Fil:\|100x200px\|centrerad]]       |
| Tubbesten (Mo 4:1) | Grav markerad av sten/block |              | Mo, Västergötland   |                                      | 58.607584, 14.080012 | 10199000040001 | Ladda upp en bild av detta fornminne |
| Mo 5:1             | Stenkrets                   |              | Mo, Västergötland   |                                      | 58.599195, 14.084479 | 10199000050001 | Ladda upp en bild av detta fornminne |
| Mo 5:2             | Stenkrets                   |              | Mo, Västergötland   |                                      | 58.599402, 14.084541 | 10199000050002 | Ladda upp en bild av detta fornminne |
| Mo 5:3             | Stensättning                |              | Mo, Västergötland   |                                      | 58.599215, 14.084239 | 10199000050003 | Ladda upp en bild av detta fornminne |
| Mo 7:1             | Stensättning                |              | Mo, Västergötland   |                                      | 58.592674, 14.046568 | 10199000070001 | Ladda upp en bild av detta fornminne |
| Mo 9:1             | Stenkrets                   |              | Mo, Västergötland   | tomtmark                             | 58.608558, 14.047497 | 10199000090001 | Ladda upp en bild av detta fornminne |
| Mo 24:1            | Stensättning                |              | Mo, Västergötland   |                                      | 58.608230, 14.078761 | 10199000240001 | Ladda upp en bild av detta fornminne |

## Sveneby
| Namn         | Lämningstyp                 | Tillkomsttid | Historisk indelning    | Plats                 | Läge                 | ID-nr          | Bild                                 |
| ------------ | --------------------------- | ------------ | ---------------------- | --------------------- | -------------------- | -------------- | ------------------------------------ |
| Sveneby 2:1  | Gravfält                    |              | Sveneby, Västergötland |                       | 58.596840, 13.945813 | 10204100020001 | Ladda upp en bild av detta fornminne |
| Sveneby 5:1  | Stensättning                |              | Sveneby, Västergötland |                       | 58.598352, 13.953598 | 10204100050001 | Ladda upp en bild av detta fornminne |
| Sveneby 6:1  | Stenkrets                   |              | Sveneby, Västergötland | beteshage             | 58.599483, 13.954250 | 10204100060001 | [[Fil:\|100x200px\|centrerad]]       |
| Sveneby 6:2  | Stenkrets                   |              | Sveneby, Västergötland | beteshage             | 58.599620, 13.954289 | 10204100060002 | Ladda upp en bild av detta fornminne |
| Sveneby 6:3  | Stenkrets                   |              | Sveneby, Västergötland | beteshage             | 58.599365, 13.954192 | 10204100060003 | Ladda upp en bild av detta fornminne |
| Sveneby 8:1  | Grav markerad av sten/block |              | Sveneby, Västergötland | hästhage och tomtmark | 58.597858, 13.966412 | 10204100080001 | [[Fil:\|100x200px\|centrerad]]       |
| Sveneby 9:1  | Stensättning                |              | Sveneby, Västergötland |                       | 58.608379, 13.954687 | 10204100090001 | Ladda upp en bild av detta fornminne |
| Sveneby 10:1 | Gravfält                    |              | Sveneby, Västergötland |                       | 58.601503, 13.961171 | 10204100100001 | Ladda upp en bild av detta fornminne |
| Sveneby 11:1 | Stensättning                |              | Sveneby, Västergötland |                       | 58.601990, 13.960901 | 10204100110001 | Ladda upp en bild av detta fornminne |
| Sveneby 46:1 | Röse                        |              | Sveneby, Västergötland |                       | 58.618567, 13.963873 | 10204100460001 | Ladda upp en bild av detta fornminne |

## Trästena
| Namn          | Lämningstyp                 | Tillkomsttid | Historisk indelning     | Plats                  | Läge                 | ID-nr          | Bild                                 |
| ------------- | --------------------------- | ------------ | ----------------------- | ---------------------- | -------------------- | -------------- | ------------------------------------ |
| Trästena 1:1  | Stenkrets                   |              | Trästena, Västergötland |                        | 58.675248, 13.996656 | 10206600010001 | Ladda upp en bild av detta fornminne |
| Trästena 1:2  | Stenkrets                   |              | Trästena, Västergötland |                        | 58.675034, 13.996740 | 10206600010002 | Ladda upp en bild av detta fornminne |
| Trästena 1:3  | Stenkrets                   |              | Trästena, Västergötland |                        | 58.675038, 13.996558 | 10206600010003 | Ladda upp en bild av detta fornminne |
| Trästena 1:4  | Hög                         |              | Trästena, Västergötland |                        | 58.675491, 13.996861 | 10206600010004 | Ladda upp en bild av detta fornminne |
| Trästena 3:1  | Gravfält                    |              | Trästena, Västergötland |                        | 58.669199, 14.000184 | 10206600030001 | Ladda upp en bild av detta fornminne |
| Trästena 6:2  | Begravningsplats            |              | Trästena, Västergötland |                        | 58.650192, 14.031692 | 10206600060002 | [[Fil:\|100x200px\|centrerad]]       |
| Trästena 7:1  | Fornborg                    |              | Trästena, Västergötland | skyltat, beteshage     | 58.647843, 14.032509 | 10206600070001 | Ladda upp en bild av detta fornminne |
| Trästena 9:1  | Hällristning                |              | Trästena, Västergötland |                        | 58.646926, 14.032926 | 10206600090001 | Ladda upp en bild av detta fornminne |
| Trästena 10:1 | Borg                        |              | Trästena, Västergötland | beteshage och tomtmark | 58.650911, 13.966051 | 10206600100001 | Ladda upp en bild av detta fornminne |
| Trästena 12:1 | Stenkrets                   |              | Trästena, Västergötland | fårhage                | 58.638923, 13.991283 | 10206600120001 | [[Fil:\|100x200px\|centrerad]]       |
| Trästena 12:2 | Stenkrets                   |              | Trästena, Västergötland | fårhage                | 58.639025, 13.991254 | 10206600120002 | Ladda upp en bild av detta fornminne |
| Trästena 12:3 | Grav markerad av sten/block |              | Trästena, Västergötland | fårhage                | 58.639121, 13.991230 | 10206600120003 | Ladda upp en bild av detta fornminne |
| Trästena 13:1 | Stenkrets                   |              | Trästena, Västergötland | intill tomtmark        | 58.642546, 13.996800 | 10206600130001 | [[Fil:\|100x200px\|centrerad]]       |
| Trästena 13:2 | Stenkrets                   |              | Trästena, Västergötland | intill tomtmark        | 58.642546, 13.996560 | 10206600130002 | Ladda upp en bild av detta fornminne |
| Trästena 18:1 | Gravfält                    |              | Trästena, Västergötland |                        | 58.643172, 14.027992 | 10206600180001 | Ladda upp en bild av detta fornminne |

## Töreboda
| Namn                          | Lämningstyp                 | Tillkomsttid | Historisk indelning     | Plats                                   | Läge                 | ID-nr          | Bild                                 |
| ----------------------------- | --------------------------- | ------------ | ----------------------- | --------------------------------------- | -------------------- | -------------- | ------------------------------------ |
| Kårtorpastenen (Töreboda 1:1) | Grav markerad av sten/block |              | Töreboda, Västergötland | lätt tillgänglighet, intill större stig | 58.716348, 14.119306 | 10185700010001 | [[Fil:\|100x200px\|centrerad]]       |
| Töreboda 4:1                  | Stensättning                |              | Töreboda, Västergötland |                                         | 58.705314, 14.143912 | 10185700040001 | Ladda upp en bild av detta fornminne |

## Älgarås
| Namn         | Lämningstyp                 | Tillkomsttid | Historisk indelning    | Plats               | Läge                 | ID-nr          | Bild                                 |
| ------------ | --------------------------- | ------------ | ---------------------- | ------------------- | -------------------- | -------------- | ------------------------------------ |
| Älgarås 7:1  | Stenkrets                   |              | Älgarås, Västergötland | åkerkant            | 58.801885, 14.228172 | 10210500070001 | [[Fil:\|100x200px\|centrerad]]       |
| Älgarås 10:1 | Gravfält                    |              | Älgarås, Västergötland |                     | 58.794705, 14.215457 | 10210500100001 | Ladda upp en bild av detta fornminne |
| Älgarås 25:1 | Gravfält                    |              | Älgarås, Västergötland |                     | 58.765313, 14.248507 | 10210500250001 | Ladda upp en bild av detta fornminne |
| Älgarås 36:1 | Stensättning                |              | Älgarås, Västergötland |                     | 58.800160, 14.225804 | 10210500360001 | Ladda upp en bild av detta fornminne |
| Älgarås 43:1 | Gravfält                    |              | Älgarås, Västergötland | skyltat, märkt stig | 58.776173, 14.203936 | 10210500430001 | [[Fil:\|100x200px\|centrerad]]       |
| Älgarås 50:1 | Grav markerad av sten/block |              | Älgarås, Västergötland |                     | 58.778555, 14.203016 | 10210500500001 | Ladda upp en bild av detta fornminne |
| Älgarås 61:1 | Röse                        |              | Älgarås, Västergötland |                     | 58.772944, 14.202558 | 10210500610001 | Ladda upp en bild av detta fornminne |
| Älgarås 61:2 | Röse                        |              | Älgarås, Västergötland |                     | 58.772784, 14.202156 | 10210500610002 | Ladda upp en bild av detta fornminne |
| Älgarås 61:3 | Röse                        |              | Älgarås, Västergötland |                     | 58.772940, 14.201814 | 10210500610003 | Ladda upp en bild av detta fornminne |